# Флаг Кабардино-Балкарии
Госуда́рственный флаг Кабарди́но-Балка́рской Республики (кабард.-черк. Къэбэрдей-Балъкъэрым и нып; карач.-балк. Къабарты-Малкъар Республиканы байрагъы) является одним из официальных государственных символов Кабардино-Балкарской Республики (Кабардино-Балкарии) в составе Российской Федерации. Флаг Кабардино-Балкарской Республики разработан заслуженным работником культуры Кабардино-Балкарской Республики Кимом Хушиновичем Дедегкаевым. Принят 21 июля 1994 года и с того момента не претерпел никаких изменений или корректировок.

## Описание
Флаг Кабардино-Балкарии в составе России представляет собой полотнище из трёх равновеликих горизонтальных полос. Верхняя полоса — сине-голубого цвета, средняя — белого, и нижняя — зелёного цвета. В центре полосы белого цвета — круг, пересечённый сине-голубым и зелёным полем. На сине-голубом поле — стилизованное изображение горы Эльбрус в белом цвете. Отношение ширины флага к его длине — 2:3.
Сине-голубой цвет на флаге символизирует бескрайнее и чистое небо Кабардино-Балкарской земли, а также её реки и воды. Также голубой цвет почитаем у тюркских народов, а балкарцы, считающиеся одним из двух титульных народов Кабардино-Балкарской Республики. Белый цвет — символ мира и чистоты, а также ислама, являющейся традиционной религией в республике. Зелёный цвет почитаем в исламе, являясь олицетворением плодородия и красоты, красивой природы Кабардино-Балкарии, а также почитаем у кабардинцев (адыгский субэтнос) — одного из двух титульных народов этой республики.

## История
У балкарцев вплоть до начала 1990-х не было своих национальных символов, в том числе и флага. Однако у адыгов-кабардинцев уже в XVIII-XIX веках были свои знамёна, хотя государственного флага Кабарды не было. Так, знамя последнего князя объединённой Кабарды Кучука Джанхотова, захваченное русскими войсками и бывшее личным трофеем генерала Алексея Ермолова, было зелёным и трёхконечным, у навершия располагалась тамга рода Джанхотовых — две золотые перекрещённые стрелы, между которыми расположены три звезды. Звёзды символизируют Малую Кабарду, Баксанскую и Кашкатаускую партии.
После установления на Кавказе советской власти, 17 ноября 1920 года была провозглашена Горская АССР, учреждённая 20 января следующего года декретом ВЦИК. Однако уже 10 июля 4-й съезд Советов Кабардинского округа, входившего в состав Горской АССР, высказался за создание отдельной Кабардинской автономной области, которая была образована 1 сентября того же года. 16 января 1922 года из Горской АССР в качестве отдельного субъекта был выделен Балкарский округ, объединённый вместе с Кабардинской автономной областью в Кабардино-Балкарскую автономную область в составе РСФСР. После принятия новой Конституции СССР в 1936 году Кабардино-Балкария обрела статус АССР.

## Альтернативные варианты
После прекращения существования Советского Союза, в начале 1990-х годов, на политических демонстрациях на Северном Кавказе появились различные варианты неофициальных флагов так называемых Кабарды и Балкарии — гипотетических и исторических национальных государств или земель кабардинцев и балкарцев соответственно. Некоторые из них были предложены в качестве вариантов нового флага обновлённой Кабардино-Балкарской Республики. Часто использовался флаг Северо-Кавказского правительства времён Гражданской войны: семь зелёных и белых горизонтальных полос, в синем кантоне белые звёзды (их количество варьировалось).
19 июня 1993 года на первом Всемирном съезде балкарского народа был утверждён национальный флаг балкарцев. Им стало полотнище светло-синего цвета, с двумя белыми горизонтальными полосками и между ними — стилизованный силуэт горы Эльбрус с двумя вершинами. Согласно общепринятой трактовке, светло-синий (или голубой) цвет символизирует тюркскость балкарцев, так как они относятся к тюркским народам и говорят на карачаево-балкарском языке, относящийся к тюркской семье языков. Белый цвет на флаге олицетворяет чистоту и доброту, а их расположение — земной и небесный пути человека. Две вершины горы Эльбрус символизируют карачаево-балкарский народ, а также величие и вечность. Автором данного флага является известный в регионе художник, этнический балкарец Ибрагим Занкишиев (Джанкишиев).
Национальные организации кабардинцев — Конгресс кабардинского народа и Адыгское народное собрание используют флаг Адыгеи, поскольку кабардинцы рассматривают себя как часть единого адыгского народа.